# Zac Thompson
Zac Joseph Thompson (Higher End, Wigan, Gran Mánchester, Inglaterra, 5 de enero de 1993) es un futbolista inglés. Se desempeña como mediocampista en el Guiseley AFC de la Conference Premier de Inglaterra.

## Trayectoria
Thompson firmó su primer contrato profesional en enero de 2011 para el Leeds United, inicialmente por seis meses. En la pretemporada 2011-12, tras entrar para el primer equipo del Leeds, disputó varios amistosos de pretemporada.
Se lo citó en el banquillo en un partido ante el Bradford City el 9 de agosto de 2011 y debutó cuatro días más tarde después de entrar como sustituto de Robert Snodgrass en una derrota 1-0 contra el Middlesbrough.
El 15 de octubre de 2012, Thompson y su compañero Dominic Poleon fueron cedidos al Bury en un acuerdo de un mes de duración. Se le asignó la camiseta número 33 e hizo su debut con el Bury en el partido en casa contra Carlisle United. En Bury disputó un total de 29 partidos por liga y marcó un gol.
Thompson fue nombrado en la alineación titular de Leeds, en el último partido de la temporada 2012-13, contra el Watford.
El 7 de agosto de 2015, es fichado como agente libre por Guiseley AFC de la Conference Premier.

## Clubes
| Club            | País       | Año           |
| --------------- | ---------- | ------------- |
| Leeds United    | Inglaterra | 2011-2015     |
| Bury (Préstamo) | Inglaterra | 2012-2013     |
| Guiseley AFC    | Inglaterra | 2015-presente |